# Lijst van Italiaanse ministers van Onderwijs

## Ministers van Onderwijs van Italië (1953–heden)
| Minister van Onderwijs         | Minister van Onderwijs    | Minister van Onderwijs                | Ambtstermijn                     | Ambtstermijn      | Partij(en)                       | Premier(s)                    | Kabinet(en)   |
| ------------------------------ | ------------------------- | ------------------------------------- | -------------------------------- | ----------------- | -------------------------------- | ----------------------------- | ------------- |
|                                | Antonio Segni             | Antonio Segni (1891–1972)             | 17 augustus 1953                 | 18 januari 1954   | DC                               | Giuseppe Pella (1953–1954)    | Pella         |
|                                | Egidio Tosato             | Egidio Tosato (1902–1984)             | 18 januari 1954                  | 10 februari 1954  | DC                               | Amintore Fanfani (1954)       | Fanfani I     |
|                                | Gaetano Martino           | Gaetano Martino (1900–1967)           | 10 februari 1954                 | 16 september 1954 | PLI                              | Mario Scelba (1954–1955)      | Scelba        |
|                                | Giuseppe Ermini           | Giuseppe Ermini (1900–1981)           | 16 september 1954                | 5 juli 1955       | DC                               | Mario Scelba (1954–1955)      | Scelba        |
|                                | Paolo Rossi               | Paolo Rossi (1900–1985)               | 5 juli 1955                      | 20 mei 1957       | PSDI                             | Antonio Segni (1955–1957)     | Segni I       |
|                                | Aldo Moro                 | Aldo Moro (1916–1978)                 | 20 mei 1957                      | 15 februari 1959  | DC                               | Adone Zoli (1957–1958)        | Zoli          |
| Amintore Fanfani (1958–1959)   | Aldo Moro                 | Aldo Moro (1916–1978)                 | 20 mei 1957                      | 15 februari 1959  | DC                               | Fanfani II                    |               |
|                                | Giuseppe Medici           | Giuseppe Medici (1907–2000)           | 15 februari 1959                 | 26 juli 1960      | DC                               | Antonio Segni (1959–1960)     | Segni II      |
| Fernando Tambroni (1960)       | Giuseppe Medici           | Giuseppe Medici (1907–2000)           | 15 februari 1959                 | 26 juli 1960      | DC                               | Tambroni                      |               |
|                                | Giacinto Bosco            | Giacinto Bosco (1905–1997)            | 26 juli 1960                     | 20 februari 1962  | DC                               | Amintore Fanfani (1960–1963)  | Fanfani III   |
|                                | Luigi Gui                 | Luigi Gui (1914–2010)                 | 20 februari 1962                 | 24 juni 1968      | DC                               | Amintore Fanfani (1960–1963)  | Fanfani IV    |
| Giovanni Leone (1963)          | Luigi Gui                 | Luigi Gui (1914–2010)                 | 20 februari 1962                 | 24 juni 1968      | DC                               | Leone I                       |               |
| Aldo Moro (1963–1968)          | Luigi Gui                 | Luigi Gui (1914–2010)                 | 20 februari 1962                 | 24 juni 1968      | DC                               | Moro I                        |               |
| Aldo Moro (1963–1968)          | Luigi Gui                 | Luigi Gui (1914–2010)                 | 20 februari 1962                 | 24 juni 1968      | DC                               | Moro II                       |               |
| Aldo Moro (1963–1968)          | Luigi Gui                 | Luigi Gui (1914–2010)                 | 20 februari 1962                 | 24 juni 1968      | DC                               | Moro III                      |               |
|                                | Giovanni Battista Scaglia | Giovanni Battista Scaglia (1910–2006) | 24 juni 1968                     | 12 december 1968  | DC                               | Giovanni Leone (1968)         | Leone II      |
|                                | Fiorentino Sullo          | Fiorentino Sullo (1921–2000)          | 12 december 1968                 | 24 februari 1969  | DC                               | Mariano Rumor (1968–1970)     | Rumor I       |
|                                | Mario Ferrari Aggradi     | Mario Ferrari Aggradi (1916–1997)     | 24 februari 1969                 | 27 maart 1970     | DC                               | Mariano Rumor (1968–1970)     | Rumor I       |
| DC                             | Mario Ferrari Aggradi     | Mario Ferrari Aggradi (1916–1997)     | 24 februari 1969                 | 27 maart 1970     | Rumor II                         | Mariano Rumor (1968–1970)     |               |
|                                | Riccardo Misasi           | Riccardo Misasi (1932–2000)           | 27 maart 1970                    | 26 juni 1972      | DC                               | Mariano Rumor (1968–1970)     | Rumor III     |
| Emilio Colombo (1970–1972)     | Riccardo Misasi           | Riccardo Misasi (1932–2000)           | 27 maart 1970                    | 26 juni 1972      | DC                               | Colombo                       |               |
| Giulio Andreotti (1972–1973)   | Riccardo Misasi           | Riccardo Misasi (1932–2000)           | 27 maart 1970                    | 26 juni 1972      | DC                               | Andreotti I                   |               |
| Giulio Andreotti (1972–1973)   |                           | Oscar Luigi Scalfaro                  | Oscar Luigi Scalfaro (1918–2012) | 26 juni 1972      | 7 juli 1973                      | DC                            | Andreotti II  |
|                                | Franco Maria Malfatti     | Franco Maria Malfatti (1927–1991)     | 7 juli 1973                      | 12 maart 1978     | DC                               | Mariano Rumor (1973–1974)     | Rumor IV      |
| Rumor V                        | Franco Maria Malfatti     | Franco Maria Malfatti (1927–1991)     | 7 juli 1973                      | 12 maart 1978     | DC                               | Mariano Rumor (1973–1974)     |               |
| Aldo Moro (1974–1976)          | Franco Maria Malfatti     | Franco Maria Malfatti (1927–1991)     | 7 juli 1973                      | 12 maart 1978     | DC                               | Moro IV                       |               |
| Aldo Moro (1974–1976)          | Franco Maria Malfatti     | Franco Maria Malfatti (1927–1991)     | 7 juli 1973                      | 12 maart 1978     | DC                               | Moro V                        |               |
| Giulio Andreotti (1976–1979)   | Franco Maria Malfatti     | Franco Maria Malfatti (1927–1991)     | 7 juli 1973                      | 12 maart 1978     | DC                               | Andreotti III                 |               |
| Giulio Andreotti (1976–1979)   |                           | Mario Pedini                          | Mario Pedini (1918–2003)         | 12 maart 1978     | 20 maart 1979                    | DC                            | Andreotti IV  |
| Giulio Andreotti (1976–1979)   |                           | Giovanni Spadolini                    | Giovanni Spadolini (1925–1994)   | 20 maart 1979     | 4 augustus 1979                  | PRI                           | Andreotti V   |
|                                | Salvatore Valitutti       | Salvatore Valitutti (1907–1992)       | 4 augustus 1979                  | 4 april 1980      | PLI                              | Francesco Cossiga (1979–1980) | Cossiga I     |
|                                | Adolfo Sarti              | Adolfo Sarti (1928–1992)              | 4 april 1980                     | 18 oktober 1980   | DC                               | Francesco Cossiga (1979–1980) | Cossiga II    |
|                                | Guido Bodrato             | Guido Bodrato (1933–2023)             | 18 oktober 1980                  | 1 december 1982   | DC                               | Arnaldo Forlani (1979–1980)   | Forlani       |
| Giovanni Spadolini (1981–1982) | Guido Bodrato             | Guido Bodrato (1933–2023)             | 18 oktober 1980                  | 1 december 1982   | DC                               | Spadolini I                   |               |
| Giovanni Spadolini (1981–1982) | Guido Bodrato             | Guido Bodrato (1933–2023)             | 18 oktober 1980                  | 1 december 1982   | DC                               | Spadolini II                  |               |
|                                | Franca Falcucci           | Franca Falcucci (1926–2014)           | 1 december 1982                  | 28 juli 1987      | DC                               | Amintore Fanfani (1982–1983)  | Fanfani V     |
| Bettino Craxi (1983–1987)      | Franca Falcucci           | Franca Falcucci (1926–2014)           | 1 december 1982                  | 28 juli 1987      | DC                               | Craxi I                       |               |
| Bettino Craxi (1983–1987)      | Franca Falcucci           | Franca Falcucci (1926–2014)           | 1 december 1982                  | 28 juli 1987      | DC                               | Craxi II                      |               |
| Amintore Fanfani (1987)        | Franca Falcucci           | Franca Falcucci (1926–2014)           | 1 december 1982                  | 28 juli 1987      | DC                               | Fanfani VI                    |               |
|                                | Giovanni Galloni          | Giovanni Galloni (1927–2018)          | 29 juli 1987                     | 22 juli 1989      | DC                               | Giovanni Goria (1987–1988)    | Goria         |
| Ciriaco De Mita (1988–1989)    | Giovanni Galloni          | Giovanni Galloni (1927–2018)          | 29 juli 1987                     | 22 juli 1989      | DC                               | De Mita                       |               |
|                                | Sergio Mattarella         | Sergio Mattarella (1941)              | 22 juli 1989                     | 27 juli 1990      | DC                               | Giulio Andreotti (1989–1992)  | Andreotti VI  |
|                                | Gerardo Bianco            | Gerardo Bianco (1931–2022)            | 27 juli 1990                     | 11 april 1991     | DC                               | Giulio Andreotti (1989–1992)  | Andreotti VI  |
|                                | Riccardo Misasi           | Riccardo Misasi (1931–2000)           | 11 april 1991                    | 28 juni 1992      | DC                               | Giulio Andreotti (1989–1992)  | Andreotti VII |
|                                | Rosa Russo Iervolino      | Rosa Russo Iervolino (1936)           | 28 juni 1992                     | 10 mei 1994       | DC                               | Giuliano Amato (1992–1993)    | Amato I       |
| DC (1992–94)                   | Rosa Russo Iervolino      | Rosa Russo Iervolino (1936)           | 28 juni 1992                     | 10 mei 1994       | Carlo Azeglio Ciampi (1993–1994) | Ciampi                        |               |
| PPI (1994)                     | Rosa Russo Iervolino      | Rosa Russo Iervolino (1936)           | 28 juni 1992                     | 10 mei 1994       | Carlo Azeglio Ciampi (1993–1994) | Ciampi                        |               |
|                                | Francesco D'Onofrio       | Francesco D'Onofrio (1939)            | 10 mei 1994                      | 17 januari 1995   | CCD                              | Silvio Berlusconi (1994–1995) | Berlusconi I  |
|                                | Giancarlo Lombardi        | Giancarlo Lombardi (1937–2017)        | 17 januari 1995                  | 17 mei 1996       | O                                | Lamberto Dini (1995–1996)     | Dini          |
|                                | Luigi Berlinguer          | Luigi Berlinguer (1932–2023)          | 17 mei 1996                      | 25 april 2000     | PDS (1996–98)                    | Romano Prodi (1996–1998)      | Prodi I       |
|                                | Luigi Berlinguer          | Luigi Berlinguer (1932–2023)          | 17 mei 1996                      | 25 april 2000     | DS (1998–00)                     | Romano Prodi (1996–1998)      | Prodi I       |
| Massimo D'Alema (1998–2000)    | Luigi Berlinguer          | Luigi Berlinguer (1932–2023)          | 17 mei 1996                      | 25 april 2000     | D'Alema I                        |                               |               |
| Massimo D'Alema (1998–2000)    | Luigi Berlinguer          | Luigi Berlinguer (1932–2023)          | 17 mei 1996                      | 25 april 2000     | D'Alema II                       |                               |               |
|                                | Tullio De Mauro           | Tullio De Mauro (1932–2017)           | 25 april 2000                    | 5 juni 2001       | O                                | Giuliano Amato (2000–2001)    | Amato II      |
|                                | Letizia Moratti           | Letizia Moratti (1949)                | 11 juni 2001                     | 17 mei 2006       | FI                               | Silvio Berlusconi (2001–2006) | Berlusconi II |
| Berlusconi III                 | Letizia Moratti           | Letizia Moratti (1949)                | 11 juni 2001                     | 17 mei 2006       | FI                               | Silvio Berlusconi (2001–2006) |               |
|                                | Giuseppe Fioroni          | Giuseppe Fioroni (1958)               | 17 mei 2006                      | 8 mei 2008        | DL (2006–07)                     | Romano Prodi (2006–2008)      | Prodi II      |
|                                | Giuseppe Fioroni          | Giuseppe Fioroni (1958)               | 17 mei 2006                      | 8 mei 2008        | DP (2007–08)                     | Romano Prodi (2006–2008)      | Prodi II      |
|                                | Mariastella Gelmini       | Mariastella Gelmini (1973)            | 8 mei 2008                       | 16 november 2011  | PdL                              | Silvio Berlusconi (2008–2011) | Berlusconi IV |
|                                | Francesco Profumo         | Francesco Profumo (1953)              | 16 november 2011                 | 28 april 2013     | O                                | Mario Monti (2011–2013)       | Monti         |
|                                | Maria Chiara Carrozza     | Maria Chiara Carrozza (1965)          | 28 april 2013                    | 22 februari 2014  | DP                               | Enrico Letta (2013–2014)      | Letta         |
|                                | Stefania Giannini         | Stefania Giannini (1960)              | 22 februari 2014                 | 12 december 2016  | DP                               | Matteo Renzi (2014–2016)      | Renzi         |
|                                | Valeria Fedeli            | Valeria Fedeli (1949)                 | 12 december 2016                 | 1 juni 2018       | DP                               | Paolo Gentiloni (2016–2018)   | Gentiloni     |
|                                | Marco Bussetti            | Marco Bussetti (1962)                 | 1 juni 2018                      | 5 september 2019  | O                                | Giuseppe Conte (2018–2021)    | Conte I       |
|                                | Lorenzo Fioramonti        | Lorenzo Fioramonti (1977)             | 5 september 2019                 | 25 december 2019  | M5S                              | Giuseppe Conte (2018–2021)    | Conte II      |
|                                | Giuseppe Conte            | Giuseppe Conte (1964)                 | 25 december 2019                 | 10 januari 2020   | O                                | Giuseppe Conte (2018–2021)    | Conte II      |
|                                | Lucia Azzolina            | Lucia Azzolina (1982)                 | 10 januari 2020                  | 13 februari 2021  | M5S                              | Giuseppe Conte (2018–2021)    | Conte II      |
|                                | Patrizio Bianchi          | Patrizio Bianchi (1952)               | 13 februari 2021                 | 22 oktober 2022   | O                                | Mario Draghi (2021–2022)      | Draghi        |
|                                | Giuseppe Valditara        | Giuseppe Valditara (1961)             | 22 oktober 2022                  | heden             | LN                               | Giorgia Meloni (sinds 2022)   | Meloni        |